# 克尔曼 (加利福尼亚州)
克尔曼（英語：Kerman），是美国加利福尼亚州弗雷斯诺县下属的一座城市。建市于1946年7月2日，面积大约为3.23平方英里（8.4平方公里）。根据2010年美国人口普查，该市有人口13,544人。